# 태능
태능(太能, 1562년~1649년 11월 21일)은 조선 후기의 승려이다. 전라남도 담양 출신이며, 성은 오씨(吳氏), 호는 소요(逍遙), 법명은 태능(太能), 시호는 혜감선사(慧鑑禪師)이다. 서산대사의 전법제자(傳法弟子)이며, 소요파(逍遙派)의 개조(開祖)이다.

## 생애
13세에 백양산(白羊山)의 경치에 감화 받아, 진대사(眞大師)로부터 구족계를 받고 출가하였다. 그 후, 속리산과 해인사 등지에서 부휴(浮休)에게 경률(經律)을 익혔는데, 부휴의 수백 명의 제자들 중, 충휘(沖徽)·응상(應祥)과 더불어 법문(法門)의 삼걸이라 불릴 정도로 뛰어났다. 뒤에 묘향산으로 휴정을 찾아가 ‘조사서래의’(祖師西來意) 화두를 묻고 서로 문답한 뒤, 휴정의 의발(衣鉢)을 이어받았다. 1624년(인조 2) 남한산성의 서성(西城)을 보완하였으며, 지리산의 신흥사(神興寺)와 연곡사(燕谷寺)를 중건하였다.
1649년 11월 21일 법문과 임종게를 말하고 세속 나이 87세, 법랍 75세로 입적하였다. 사리를 연곡사·금산사(金山寺)·보개산(寶蓋山) 세 곳에 나누어 봉안하고 부도(浮屠)를 건립하였다. 그를 흠모한 효종은 1652년(효종 3) 혜감선사(慧鑑禪師)라는 시호를 내리고, 이경석에게 비명(碑銘)을 짓게 하고, 금산사에 비를 세우게 하였다.

## 사상
태능은 선(禪)과 교종(敎)를 하나의 근원에서 파생한 두 가지 흐름으로 보는 전통적 견해를 취했다. 이는 스승인 서산대사와 일맥상통한다. 태능은 저서 《소요당집》(逍遙堂集)의 서문에서 서산대사의 뛰어난 제자들 중에 오직 자신만이 선지(禪旨)를 통달하였다고 하였다. 뛰어난 제자로 현변(懸辯), 계우(繼愚), 경열(敬悅), 학눌(學訥), 처우(處愚), 천해(天海), 극린(克璘), 광해(廣海) 등이 있으며, 그 밖에 소요파(逍遙派)로 불리는 수백 명의 제자들을 두었다.

## 같이 보기
- 장성 백양사 소요대사탑
- 구례 연곡사 소요대사탑